# 삼강행실도 (양산)
삼강행실도(三綱行實道)는 대한민국 경상남도 양산시에 있는 조선시대의 책이다. 1976년 12월 20일 경상남도의 유형문화재 제160호로 지정되었다.

## 개요
조선시대 직제학 설순 등이 임금의 명에 따라 우리나라와 중국의 서적에서 군신·부자·부부의 삼강에 모범이 될만한 충신, 효자, 열녀의 행실을 모아 만든 책이다.
조선 전기의 윤리와 의례에 관한 것을 기록한 것으로, 초판은 조선 세종 14년(1432)에 이루어졌지만, 본 책자는 재판인 것으로 보인다.
이 책은 조선 전기의 사회규범 연구에 좋은 자료로 평가된다.

## 같이 보기
- 삼강행실도

## 참고 문헌
- 삼강행실도 - 국가유산청 국가유산포털